# Нотарктус
Нотарктус (Notharctus) — рід викопних приматів, що населяли Європу і Північну Америку, 50 млн років тому.

## Опис
Нотарктус був трохи більшим за кішку і зовні схожий на сучасних мадагаскарських лемурів . У нього була витягнута мордочка. Очі великі, що говорить про нічний спосіб життя. Хвіст тонкий і гнучкий, трохи довший тіла. Задні кінцівки сильні і м'язисті, помітно довші за передні. На всіх кінцівках перший (великий) палець був протиставлений іншим.

## Спосіб життя
Ймовірно, нотарктус прекрасно лазив по деревах, і стрибав з дерева на дерево, балансуючи довгим хвостом. По землі він пересувався випроставшись, стрибаючи на сильних задніх ногах. Судячи з коротких іклів і широким низьким корінних зубів, здатних добре розтирати листя, нотарктус харчувався переважно рослинною їжею.